# Comuna Tokari, Lohvîțea
Tokari (în ucraineană Токарі) este o comună în raionul Lohvîțea, regiunea Poltava, Ucraina, formată din satele Dolînka, Hamaliivka, Pucikivșciîna, Ruda și Tokari (reședința).

## Demografie
Componența lingvistică a comunei Tokari
     Ucraineană (97,12%)
     Rusă (2,09%)
     Alte limbi (0,28%)
Conform recensământului din 2001, majoritatea populației comunei Tokari era vorbitoare de ucraineană (97,12%), existând în minoritate și vorbitori de rusă (2,09%).